# Перейма (Свердловская область)
Перейма — упразднённый в 1943 году посёлок в Берёзовском районе Свердловской области Российской СФСР Союза ССР. На год упразднения входил в Октябрьский сельсовет. Включён в черту рабочего посёлка Октябрьского. В настоящее время на месте бывшего населённого пункта расположено садоводческое товарищество с тем же названием. Территория входит в городской округ Верхняя Пышма, на границе с Берёзовским городским округом.

## История
В 1939 году Указом Президиума Верховного Совета РСФСР от 16.09.1939 Перейма включена в образованный Октябрьский сельсовет.
Указом Президиума Верховного Совета РСФСР от от 05.03.1943 вместе с упразднением Октябрьского сельсовета были включены в черту р.п. Октябрьский входившие в сельсоветы населённые пункты: Вольный, Кирпичный, Смолокурка, Перейма и Еловый.